# Stora Mölntjärnet
Stora Mölntjärnet är en sjö i Färgelanda kommun i Dalsland och ingår i Örekilsälvens huvudavrinningsområde.